# Sebastiano Paoli (letterato)
Sebastiano Paoli (o Sebastiano Pauli; Villa Basilica, 4 novembre 1684 – Napoli, 20 giugno 1751) è stato un letterato, archeologo, antiquario religioso italiano.

## Biografia
Nacque in territorio lucchese. Studiò filosofia all'Università di Pisa e diritto civile e canonico a Lucca presso l’avvocato Girolamo Palma. Nel 1705 entrò nella Congregazione dei Chierici regolari della Madre di Dio facendo il noviziato a Napoli: proseguì poi gli studi teologici ancora a Lucca. Fu dapprima docente di retorica nella scuola della Chiesa di Santa Maria Corteorlandini di Lucca; per problemi di salute fu trasferito poi a Napoli dove insegnò retorica nel collegio della Chiesa di Santa Maria in Portico.
Iniziò da allora una ricca produzione erudita su argomenti di tipo storico, filologico antiquario. Fu in corrispondenza col Maffei e con Ludovico Antonio Muratori, ed ebbe aspre polemiche con Pietro Giannone. Fu socio di molte accademie, in particolare dell'Arcadia alla quale era aggregato dal 1716 col nome di Anastasio Pauteli; ebbe in Arcadia anche lo pseudonimo di Tedalgo Penejo. Oltre che di letteratura, si occupò anche di numismatica. Fu un oratore assai apprezzato. e predicò anche alla Corte di Vienna. Fu procuratore generale della Congregazione dei Chierici regolari della Madre di Dio nel 1729. L'anno successivo si recò a Malta dove predicò con tanto successo che il gran maestro dell'Ordine, António de Vilhena, lo dichiarò storico e teologo della religione di Malta; il Paoli compose quindi il Codice diplomatico dell'Ordine di Malta. Tornato a Napoli, ebbe un'idropisia che si aggravò nel 1749; morì a Napoli e fu sepolto nella Chiesa di Santa Brigida.

## Opere
- Disquisizione istorica della patria, e compendio della vita di Giacomo Ammannati Piccolomini, cardinale di S. Chiesa, detto il papiense, vescovo di Lucca e di Pavia, Lucca, Pellegrino Frediani, 1712.
- Della poesia de’ SS. Padri Greci e Latini ne’ primi secoli della Chiesa, Napoli, Felice Mosca, 1714.
- Frammento di Lettera al Sig. Marchese Scipione Maffei sopra tre manoscritti greci antichi, Venezia, 1719.
- (LA) De ritu ecclesiae Neritinae exorcizandi aquam in Epiphania dissertatio Sebastiani Pauli[collegamento interrotto], Neapoli, Felix Mosca, 1719.
- (LA) De nummo aureo Valentis imp. dissertatio, in qua, & de C. Cejonii Rufii Volusiani praefectura, & gente fusiùs disseritur: ad Joh. Antonium Boxadors, Lucca, Sebastiano Domenico Cappuri, 1722.
- Ragionamento sopra il titolo di divo dato agli antichi imperadori, Lucca, Sebastiano Domenico Cappuri, 1722.
- Funerali per l'illustrissimo, e reverendissimo sig. monsignor Girolamo Alessandro Vincentini arcivescovo Tessalonicense, nel regno di Napoli nunzio apostolico, celebrati nella real chiesa di S. Domenico Maggiore il dì 9 di Agosto del 1723, Napoli, Francesco Ricciardo, 1723.
- Codice diplomatico del sacro militare Ordine gerosolimitano oggi di Malta, vol. 1, Lucca, Salvatore e Giandomenico Marescandoli, 1933.
- Codice diplomatico del sacro militare Ordine gerosolimitano oggi di Malta, vol. 2, Lucca, Salvatore e Giandomenico Marescandoli, 1937.
- Modi di dire toscani ricercati nella loro origine, Venezia, Simone Occhi, 1740.
- Orazioni del molto reverendo padre Sebastiano Pauli della Congregazione della Madre di Dio, edizione cui accrebbe l'autore stesso di molte composizioni inedite, avendo ritoccate anche le stampate, Venezia, Tommaso Bettinelli, 1748.
- Orazioni del molto reverendo padre Sebastiano Pauli della congregazione della Madre di Dio istorico del Sacro Militare Ordine Gerosolimitano, Venezia, Tommaso Bettinelli, 1757.